# Peach Bowl 2015
Match précédent Match suivant
Le Peach Bowl 2015 est un match de football américain de niveau universitaire joué après la saison régulière de 2015, le 31 décembre 2015 au Georgia Dome d'Atlanta dans l'État de Géorgie aux États-Unis.
Il s'agissait de la 48e édition du Peach Bowl.
Le match a mis en présence les équipes de Cougars de Houston issus de l'American Athletic Conference et des Seminoles de Florida State issus de l'Atlantic Coast Conference.
Il a débuté à 12:05 (heure locale), a été retransmis en télévision sur ESPN et ESPN Deportes, et en radio sur ESPN Radio et XM Satellite Radio.
Sponsorisé par la société  Chick-fil-A (franchise américaine de restaurants chinois), le match fut officiellement dénommé le Chick-fil-A Bowl 2015.
Houston gagne le match sur le score de 38 à 24.

## Présentation du match
| Équipes                                                                                     | Conférences | Entraîneurs  | Stats. saison rég. | Classements avant le bowl AP-Coaches-CFP |
| ------------------------------------------------------------------------------------------- | ----------- | ------------ | ------------------ | ---------------------------------------- |
| Cougars de Houston                                                                          | AAC         | Tom Herman   | 12-1               | #14-#16-#18                              |
| Seminoles de Florida State                                                                  | ACC         | Jimbo Fisher | 10-2               | #9 - #8 - #9                             |
| Arbitre : Ron Ritter Équipe donnée favorite par les bookmakers : Florida State à 7 contre 1 |             |              |                    |                                          |

Il s'agit de la 17e rencontre entre ces deux équipes, la dernière ayant eu lieu en 1978 et la victoire de Houston 27 à 21. Houston mène les statistiques avec 12 victoires, 2 nuls et 2 défaites.

### Cougars de Houston
Avec un bilan global en saison régulière de 12 victoires et 1 défaites, Houston est éligible et accepte l'invitation pour participer au Peach Bowl de 2015.
Ils terminent 1er de la division West de la American Athletic Conference avec un bilan en division de 7 victoires et 1 défaites.
À l'issue de la saison régulière 2015 (bowl non compris), ils seront classés #18 au classement CFP, # 14 au classement AP et #16 au classement Coaches.
Il s'agit de leur 1er apparition au Peach Bowl.

### Seminoles de Florida State
Avec un bilan global en saison régulière de 10 victoires et 2 défaites, Florida State est éligible et accepte l'invitation pour participer au Peach Bowl de 2015.
Ils terminent 2e de la division Atlantic de l'Atlantic Coast Conference derrière Clemson, avec un bilan en division de 6 victoires et 2 défaites.
À l'issue de la saison régulière 2015 (bowl non compris), ils seront classés #9 au classement CFP et AP et #8 au classement Coaches.
Il s'agit de leur 4e apparition au Peach Bowl :
- 30 décembre 1968 : défaite 27 à 31 contre les Tigers de LSU
- 30 décembre 1983 : victoire 28 à 3 contre Tar Heels de la Caroline du Nord
- 31 décembre 2010 : victoire 26 à 17 contre les Gamecocks de la Caroline du Sud.

## Résumé du match
| QT          | Temps       | Drive       | Drive       | Drive       | Équipe      | Description de l'action | Score | Score |
| QT          | Temps       | Jeux        | Yards       | TDP         | Équipe      | Description de l'action | HOU   | FSU   |
| ----------- | ----------- | ----------- | ----------- | ----------- | ----------- | --- | ----- | ----- |
| 1           |             |             |             |             |             | |       |       |
| 2           | 5 min 17 s  | 11          | 64          | 3 min 33 s  | HU          | TD à la suite d'une course de 7 yards par QB Greg Ward Jr. + 1 point de conversion par kicker Ty Cummings                                     | 7     | 0     |
| 2           | 0 min 37 s  | 10          | 88          | 4 min 40 s  | FSU         | FG de 20 yards par kicker Roberto Aguayo | 7     | 3     |
| 3           | 6 min 11 s  | 7           | 75          | 2 min 7 s   | HU          | TD de 20 yards par WR Chance Allen à la suite d'une réception de passe de WR Demarcus Ayers + 1 point de conversion par kicker Ty Cummings    | 14    | 3     |
| 3           | 4 min 30 s  | 3           | 17          | 0 min 54 s  | HU          | TD à la suite d'une course de 6 yards par QB Greg Ward Jr. + 1 point de conversion par kicker Ty Cummings                                     | 21    | 3     |
| 4           | 10 min 18 s | 9           | 59          | 3 min 29 s  | FSU         | TD à la suite d'une course de 1 yard par RB Dalvin Cook + 1 point de conversion par kicker Roberto Aguayo                                     | 21    | 10    |
| 4           | 12 min 50 s | 10          | 49          | 2 min 18 s  | HU          | FG de 39 yards par kicker Ty Cummings | 24    | 10    |
| 4           | 11 min 12 s | 4           | 75          | 1 min 38 s  | FSU         | TD de 65 yards par WR Travis Rudolph à la suite d'une réception de passe de QB Sean Maguire + 1 point de conversion par kicker Roberto Aguayo | 24    | 17    |
| 4           | 6 min 8 s   | 12          | 75          | 5 min 4 s   | HU          | TD de 17 yards par WR Chance Allen à la suite d'une réception de passe de QB Greg Ward Jr. + 1 point de conversion par kicker Ty Cummings     | 31    | 17    |
| 4           | 4 min 55 s  | 5           | 75          | 1 min 13 s  | FSU         | TD de 14 yards par WR Jesus Wilson à la suite d'une réception de passe de QB Sean Maguire + 1 point de conversion par kicker Roberto Aguayo   | 31    | 24    |
| 4           | 1 min 59 s  | 7           | 45          | 2 min 56 s  | HU          | TD à la suite d'une course de 2 yards par RB Ryan Jackson + 1 point de conversion par kicker Ty Cummings                                      | 38    | 24    |
| Score final | Score final | Score final | Score final | Score final | Score final | Score final | 38    | 24    |

## Statistiques
| Statistiques par Équipes               | Statistiques par Équipes | Statistiques par Équipes |
| Statistiques                           | HU                       | FSU                      |
| -------------------------------------- | ------------------------ | ------------------------ |
| 1er downs                              | 27                       | 17                       |
| Conversion de 3e Down                  | 13/23                    | 6/15                     |
| Conversion de 4e Down                  | 0/1                      | 0/1                      |
| Jeux–yards                             | 99 jeux pour 448 yards   | 71 jeux pour 413 yards   |
| Yards à la course                      | 187                      | 16                       |
| Yards à la passe                       | 261                      | 397                      |
| Passes : Réussies-Tentées-Interceptées | 28/46, 1 Int.            | 23/48, 4 Int.            |
| Réussite en zone rouge/chances         | 5/5                      | 3/3                      |
| TD                                     | 5                        | 3                        |
| Field Goals                            | 1/1                      | 1/2                      |
| Sacks subis (Nombre-Yards perdus)      | 2 pour 12 yards perdus   | 3 pour 21 yards perdus   |
| Fumbles (Nombre/Perdus)                | 0/0                      | 1/1                      |
| Pénalités (Nombre/Yards perdus)        | 4 pour 30 yards perdus   | 6 pour 66 yards perdus   |
| Temps de possession                    | 34:27                    | 25:33                    |

| Meilleurs Joueurs (MVPs) | Meilleurs Joueurs (MVPs) | Meilleurs Joueurs (MVPs) | Meilleurs Joueurs (MVPs) |
| ------------------------ | ------------------------ | ------------------------ | ------------------------ |
| Système                  | Nom                      | Équipe                   | Poste                    |
| Att.                     | Greg Ward Jr.            | Houston                  | QB                       |
| Déf.                     | William Jackson III      | Houston                  | CB                       |

| Statistiques Individuelles | Statistiques Individuelles | Statistiques Individuelles              |
| -------------------------- | -------------------------- | --------------------------------------- |
| Quarterbacks               |                            |                                         |
| HOU                        | Greg Ward Jr.              | 25/41 (61%), 238 yards, 1 TD, 1 Int.    |
| FSU                        | Maguire, Sean              | 22/44 (50%), 392 yards, 2 TDs, 4 Int.   |
| Meilleurs Coureurs         |                            |                                         |
| HOU                        | Greg Ward Jr.              | 20 courses pour 67 yards, 2 TDs         |
| FSU                        | Cook, Dalvin               | 18 courses pour 33 yards, 1 TD          |
| Meilleurs Receveurs        |                            |                                         |
| HOU                        | Ayers, Demarcus            | 9 réceptions pour 82 yards, 0 TD        |
| FSU                        | Wilson, Jesus              | 8 réceptions pour 68 yards et 1 TD      |
| Meilleurs Tackleurs        |                            |                                         |
| HOU                        | William Jackson III        | 8 tackles en solo et 2 assistes         |
| FSU                        | Deerwin James              | 9 tackles en solo, 5 assistes et 1 sack |